# Wu Pak Chiu
Wu Pak Chiu (Pinyin: wǔ bó jiù; Yale Cantonese: ng5 ba3 jau6; Canton, 1913 – Hong Kong, 31 marzo 1974) è stato un tenore cinese che ha cantato in Europa sotto il nome di Gregorio Wu Pak Chiu.

## Biografia
Si diplomò nel 1937 al Conservatorio di musica di Shanghai, durante la seconda guerra sino-giapponese divenne noto per aver interpretato il brano Defend China by Ho An-Tung. Finita la seconda guerra mondiale, si trasferì a Roma per studiare canto all'Accademia Nazionale di Santa Cecilia, dove si diplomò nel 1948 e studiò con Beniamino Gigli.
Era il padre dell'attrice, modella e cantante Elisabetta Wu, attiva nel cinema italiano degli anni Sessanta.
Nel 1954 fu tenore solista nella Cantata profana di Béla Bartók al Teatro Argentina, performance che lo fece conoscere agli addetti ai lavori. Fu chiamato a cantare sia in concerti che per radio e televisioni di vari paesi europei.
Trovandosi già in Italia prima della grande diaspora cinese, fu contattato da varie produzioni cinematografiche per apparire nei film dove occorreva un personaggio cinese o comunque orientale. Ha lavorato, tra gli altri, anche nei film Totò contro i quattro, Totò, Peppino e... la dolce vita e Totò e Peppino divisi a Berlino.
Considerato un noto tenore del suo tempo, era solito esibirsi con la moglie, anche lei musicista. Nel 1969 tornò ad Hong Kong, dove tenne uno dei suoi ultimi concerti alla Lingnan University, che aveva frequentato. Divenne insegnante di canto e diresse la Turandot di Giacomo Puccini.

## Filmografia
- Il moralista, regia di Giorgio Bianchi (1959)
- Totò, Peppino e... la dolce vita, regia di Sergio Corbucci (1961)
- 2 samurai per 100 geishe, regia di Giorgio Simonelli (1962)
- Totò e Peppino divisi a Berlino, regia di Giorgio Bianchi (1962)
- Totò contro i quattro, regia di Steno (1963)
- I sette del Texas, regia di Joaquín Luis Romero Marchent (1964)
- Operazione poker, regia di Osvaldo Civirani (1965)